# Język mewati
Język mewati – język indoaryjski używany w północnych Indiach, przez ludność zwaną Mao. Według danych z 2011 r. posługuje się nim 857 tys. ludzi.
Wykazuje silne wpływy słownictwa urdu.
Jest zapisywany pismem dewanagari.